# Bulbostylis tenuifolia
Bulbostylis tenuifolia là một loài thực vật có hoa trong họ Cói. Loài này được (Rudge) J.F.Macbr. mô tả khoa học đầu tiên năm 1931.